# 阿拉斯加雪橇犬
阿拉斯加雪橇犬（英語：Alaskan Malamute）又稱阿拉斯加馬拉穆，是一種最古老的雪橇犬和寵物犬，最明顯的特徵是巨大無比的體型。
这种狗与同在阿拉斯加的普通犬种不同，牠們臉型圓潤可愛、四肢健碩粗壯，培育牠的目的是为了在拉雪橇上展現超人的耐力，速度、嗅覺或者攻擊力。同時，作为一類熱門的宠物犬種，阿拉斯加雪橇犬一旦成熟後就會變得非常得安静老實，擁有高雅又憨厚的气质，喜歡和主人親密互動。
它的名字来自爱斯基摩人的伊努伊特族的一个叫做马拉谬特的部落，这个部落生活在北美阿拉斯加西部一个叫做扣赞伯(Kotzebue)的岸边。欧洲人到来之前，最早发现此地的俄国人是在白令海峡航行时被风暴吹到这块西伯利亚北部的土地的。水兵们返回俄国之后，就把他们在这里印象深刻的事情告诉了其他的俄国人，这当然包括了这里的特色——阿拉斯加雪橇犬。阿拉斯加雪橇犬有时候会被误认为西伯利亚雪橇犬，这是由于这两者的颜色和条纹相似，但实际上两者在大小、结构和特性等方面完全不同。

## 外形
美国犬业俱乐部（AKC）对阿拉斯加雪橇犬的品种标准描述是“雌性身高为58cm，体重为34公斤。雄性身高为64cm，体重为39公斤”，但目前在寵物市場上的阿拉斯加有越來越大型化的趨勢，超過41公斤、甚至是50公斤的大体型的狗也非常多，相對的，也有人偏愛34公斤以下的小型犬。一般來說，雄的比雌的大，雌性和雄性之间的体型大小差异明细。
阿拉斯加雪橇犬的毛有两层。下层毛可以厚达两英寸，而且油亮柔软。上层毛粗糙但不会超过一英寸。耳朵占头部比例小，当阿拉斯加雪橇犬注意力集中的时候，耳朵会坚挺竖立。阿拉斯加雪橇犬比西伯利亚雪橇犬更大更重，在天性和结构上也比西伯利亚雪橇犬更加强大。西伯利亚雪橇犬身材矮小且修长，眼睛的颜色是棕色或者蓝色，而且拥有很快的奔跑速度。阿拉斯加雪橇犬的选育以耐力和力量为目标，这是因为最初的驯养者需要拥有较好耐力和力量犬种。其颜色通常有：灰白相间、黑白相间、红白相间和纯白色。阿拉斯加雪橇犬的眼睛是杏仁状，颜色是不同程度的棕色，但黑色是首选。其体质结实，骨骼和脚掌很大。

根据美国犬业协会的标准，阿拉斯加雪橇犬的尾巴形态华美，像“挥动的羽毛”。也有部分个体的尾巴是螺旋状的，但属于有瑕疵的品种（通常秋田犬的尾巴是螺旋状的）。当它们蜷缩在雪地里的时候，尾巴能保持其温暖。它们把尾巴包围在鼻子和脸部周围，这样有助于抵抗如暴风雪这样的恶劣天气。其鼻腔深而且宽，整个鼻子呈尖状。阿拉斯加雪橇犬的鼻子和牙龈是黑色的，但也有一些是雪鼻。雪鼻的颜色是黑色和粉红色相间，而且会随着季节的变化黑色的深浅度也有变化。

## 性格

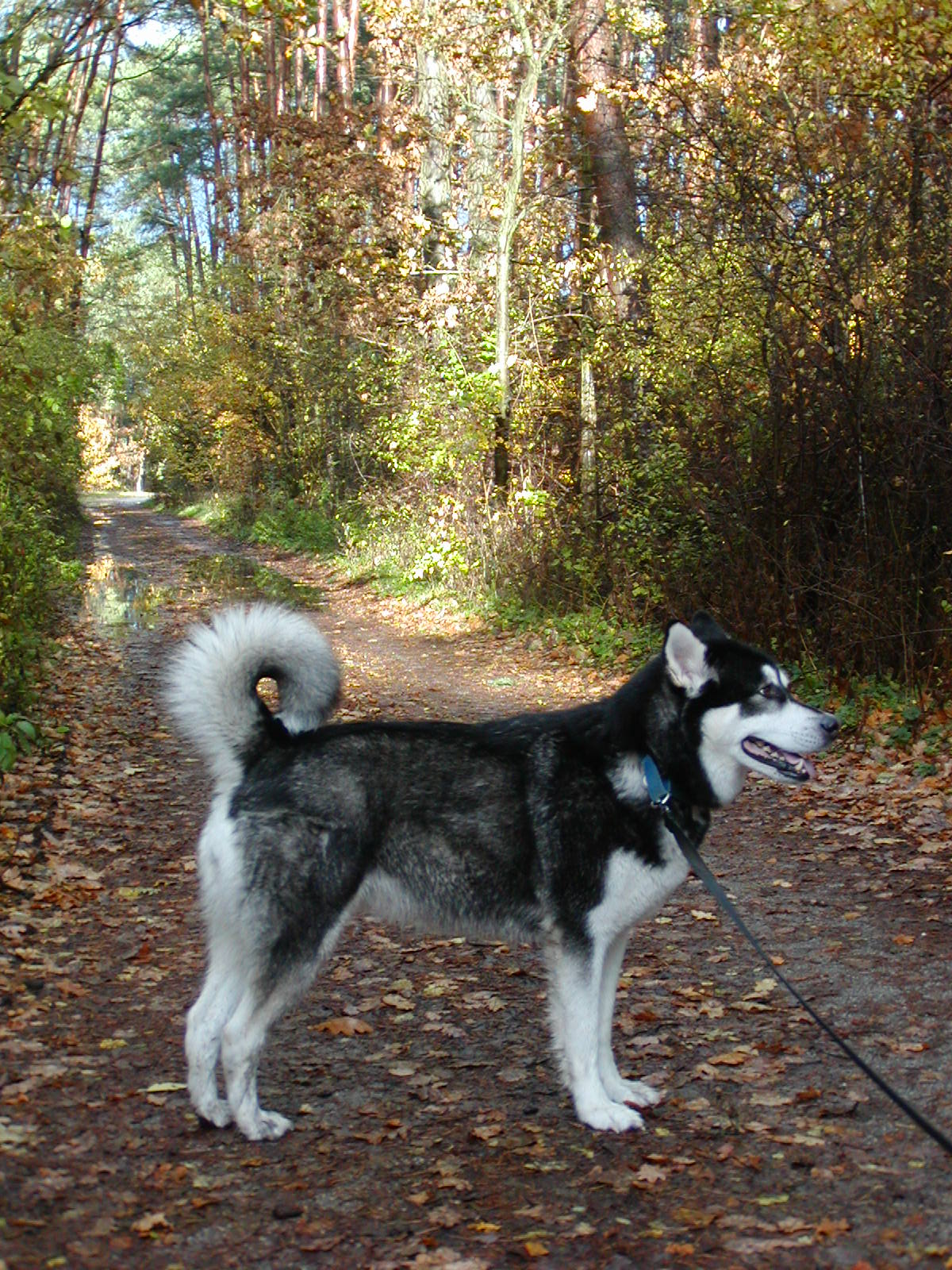
一只阿拉斯加雪撬犬 Huendin

阿拉斯加雪橇犬现在仍用于雪橇旅游和托运货物；也有些用于滑雪游戏、卡丁车和越野赛。然而大多数的阿拉斯加雪橇犬是作为家养宠物或者动物表演。相比那些小型的赛犬，阿拉斯加雪橇犬的在长距离雪橇竞赛中速度更慢。它们可以帮助人类在短距离内移动重物。

相比许多其他现代品种，阿拉斯加雪橇犬保持了更多原始的形态和作用。阿拉斯加雪橇犬的独立性很强而且运动量相当大。如果狗主人不能应付这种不听命令的狗，那么应该选择合适的品种来喂养。这种狗长期生活在一个很恶劣的环境中，为了达到“适者生存”的目的，它们的许多行为逐步演化成为了今天我们所看到的。独立、机智和自然是阿拉斯加雪橇犬共有的特性。因为它们的机智，阿拉斯加雪橇犬是一种很难训练的狗。但是，如果训犬者了解这种狗而且懂得如何去让他们保持积极性，那么也是可以训练成功的。

阿拉斯加雪橇犬很难与小动物相处，包括其他犬科动物。其狩猎的本能会导致它们去追逐小动物，如，兔子、松鼠和猫。许多狗主人注意到了这一行为，有人猜测该行为是由于阿拉斯加雪橇犬有狼的血统。 在自然进化的最开始，阿拉斯加雪橇犬往往比其他驯养的犬类有更加强烈的捕猎欲望。因此阿拉斯加雪橇犬和周围的人特别亲热，而且主人可以教会它们容忍其他的宠物。
阿拉斯加雪橇犬非常的喜欢人类，这一特性使它们成为了很受欢迎的家养犬。主人需要花大量的户外时间来满足它们对运动的渴望。 如果是常年在户外饲养阿拉斯加雪橇犬，可在夏天让它们在水池里避暑。在冬天的时候，它们非常喜欢雪地。阿拉斯加雪橇犬不适合作为看门犬，因为他们对陌生人也很友好。

阿拉斯加雪橇犬通常会保持安静，很少会叫。当阿拉斯加雪橇犬叫的时候，经常会发出“呜呜呜”的声音，它们也会像狼一样嚎叫。

## 健康

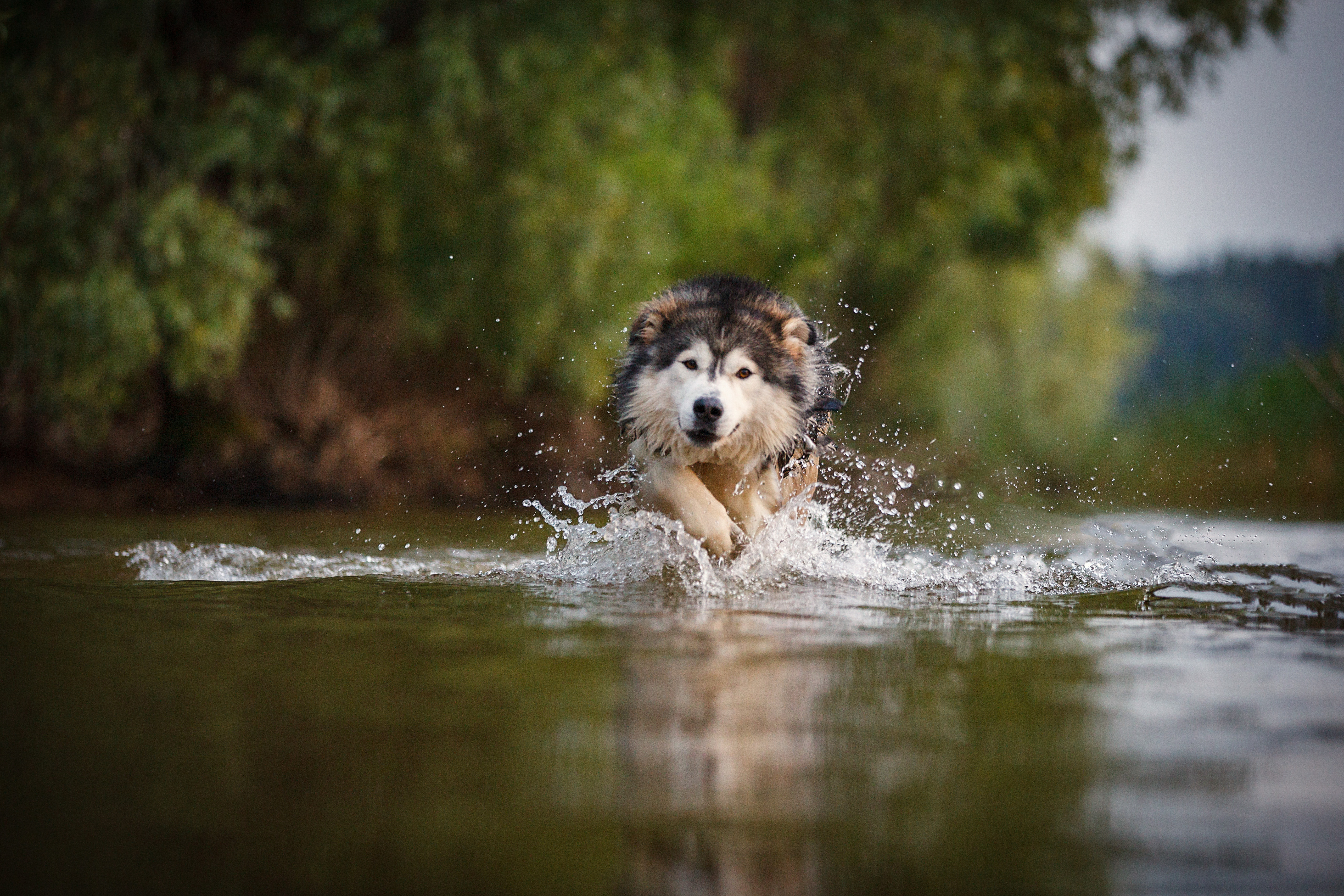
一隻名叫琼恩·雪诺（Jon Snow）的阿拉斯加雪橇犬强渡鲁扎水庫。

### 寿命
目前已知关于阿拉斯加雪橇犬的健康调查是2004年英国犬业协会的14只犬小样本调查。 其平均寿命在10.7年。 主要致死因素是癌症（36%）。然而，在美国阿拉斯加雪橇犬的寿命要长，遗传疾病要比英国的更少，因为最开始进入英国的阿拉斯加雪橇犬数量较小，近亲繁殖的比例高。

### 疾病
阿拉斯加雪橇犬常见的疾病有髋骨发育不良和遗传性白内障。其他的疾病还有，癫痫症、先天性心脏问题、肾脏问题、皮肤疾病、遗传性多发性神经病变 、软骨发育异常、心脏缺损和眼部疾病（特别是白内障和视网膜萎缩）。

## 历史
阿拉斯加雪橇犬是生活在阿拉斯加地区因纽特人马拉谬特部族饲养犬的后裔。它们的祖先在马拉谬特人的生活、工作、狩猎中扮演了一个非常重要的角色。这些狗以卓越的狩猎能力而闻名，常被用来狩猎大型的食肉动物（比如熊）。它们还帮助主人来寻找海豹，一旦发现海豹，它们会呼叫主人。马拉谬特人与他们的狗之间相互依存的关系让他们在北极圈这块荒凉的土地上蓬勃发展。
在1896年，克朗代克地区（加拿大）淘金热那个时期，阿拉斯加雪橇犬和其他雪橇犬对勘探者和新移民来说是非常宝贵的，而且在那时，阿拉斯加雪橇犬频繁地与其他进口犬种杂交。这似乎并没有长期影响到现代的阿拉斯加雪橇犬，最近DNA分析显示，阿拉斯加雪橇犬是最古老的犬种之一，从遗传学角度来看，其基因不同于其他犬种。
阿拉斯加雪橇犬有着辉煌的历史：协助海军少将理查德·伯德（Richard Byrd）到南极；帮助了1896年淘金热时期来到阿拉斯加地区淘金的矿工；第二次世界大战中在军队服役，主要在格陵兰岛进行搜救工作；也被用来在欧洲托运货物。

## 文化象徵
- 2010年，阿拉斯加雪橇犬被提名为阿拉斯加州的州犬。
- 1956年起使用的加拿大育空地區紋章，在飾章部份所示的動物是一頭阿拉斯加雪橇犬。